# Jošihide Suga
Jošihide Suga (japonsky: 菅 義偉, * 6. prosince 1948) je japonský politik a bývalý premiér. Parlament jej zvolil 16. září 2020 poté, co předchozí premiér Šinzó Abe ze zdravotních důvodů odstoupil z funkce. Stal se tak prvním novým premiérem období Reiwa. Na funkci premiéra byl navržen vládnoucí Liberálně demokratickou stranou. Na premiérskou funkci rezignoval poté, co byl Fumio Kišida zvolen předsedou Liberálně demokratické strany.
Narodil se na venkově v prefektuře Akita v rodině farmáře. V roce 1987 byl zvolen do městské rady v Jokohamě a v roce 1996 do parlamentu. V letech 2006–2007 byl ministrem vnitra a v období 2012–2020 vykonával funkci mluvčího vlády. 3. září 2021 oznámil, že se chce naplno věnovat pandemii covidu-19 a proto se nebude znovu ucházet o pozici předsedy Liberálně demokratické strany v nadcházející stranické volbě před podzimními parlamentními volbami. Jako kandidáta na nového předsedu podpořil favorizovaného Taróa Kóna. Novým předsedou strany se 29. září 2021 stal Sugův kritik a bývalý ministr zahraničí Fumio Kišida, premiérem byl zvolen 4. října.
V posledních průzkumech veřejného mínění Sugu podporovalo kolem 26 % dotázaných, z původního maxima 70 % kladných reakcí v začátcích jeho premiérství. Je ženatý a má tři syny.